# Wahlkreis Friedrichshain-Kreuzberg 4
Der Wahlkreis Friedrichshain-Kreuzberg 4 ist ein Abgeordnetenhauswahlkreis in Berlin. Er gehört zum Wahlkreisverband Friedrichshain-Kreuzberg und umfasst seit der Abgeordnetenhauswahl 2016 den westlichen Teil des Ortsteils Friedrichshain mit den Wohngebieten beiderseits der Karl-Marx-Allee. Die östliche Grenze des Wahlkreises bildet dabei der Straßenzug Warschauer Straße und Petersburger Straße und ein Teil des Quartiers östlich davon bis zur Ebertystraße.

## Abgeordnetenhauswahl 2023
Bei der Wahl zum Abgeordnetenhaus von Berlin 2023 traten folgende Kandidaten an:
| Name                              | Partei           | Anteil der Erststimmen | Anteil der Zweitstimmen |
| --------------------------------- | ---------------- | ---------------------- | ----------------------- |
| Damiano Valgolio                  | Die Linke        | 24,7 %                 | 21,5 %                  |
| Monika Herrmann                   | Grüne            | 22,3 %                 | 22,4 %                  |
| Marita Fabeck                     | CDU              | 18,1 %                 | 18,2 %                  |
| Viola Mattathil-Reuther           | SPD              | 18,0 %                 | 17,1 %                  |
| Dieter Böhm                       | AfD              | 06,9 %                 | 06,9 %                  |
| Marlene Heihsel                   | FDP              | 03,5 %                 | 03,6 %                  |
| Laura Scholl                      | Tierschutzpartei | 03,1 %                 | 02,3 %                  |
| Jan-Marcel Bundels                | Die PARTEI       | 02,7 %                 | 01,9 %                  |
| Holger Olschewski                 | dieBasis         | 00,8 %                 | 00,5 %                  |
| –                                 | Volt             | –                      | 01,5 %                  |
| –                                 | Sonstige         | –                      | 04,1 %                  |
| Wahlberechtigte: 27.874 Einwohner |                  |                        |                         |
| Wahlbeteiligung: 64,2 %           |                  |                        |                         |

## Abgeordnetenhauswahl 2021
Bei der im Nachhinein für ungültig erklärten Wahl zum Abgeordnetenhaus von Berlin 2021 traten folgende Kandidaten an:
| Name                              | Partei           | Anteil der Erststimmen | Anteil der Zweitstimmen |
| --------------------------------- | ---------------- | ---------------------- | ----------------------- |
| Damiano Valgolio                  | Die Linke        | 24,7 %                 | 25,3 %                  |
| Monika Herrmann                   | Grüne            | 23,8 %                 | 21,7 %                  |
| Viola Mattathil-Reuther           | SPD              | 21,0 %                 | 18,2 %                  |
| Marita Fabeck                     | CDU              | 10,5 %                 | 10,3 %                  |
| Dieter Böhm                       | AfD              | 05,8 %                 | 05,8 %                  |
| Marlene Heihsel                   | FDP              | 05,7 %                 | 05,7 %                  |
| Laura Scholl                      | Tierschutzpartei | 03,5 %                 | 02,2 %                  |
| Jan-Marcel Bundels                | Die PARTEI       | 03,4 %                 | 02,6 %                  |
| Holger Olschewski                 | dieBasis         | 01,6 %                 | 01,2 %                  |
| –                                 | Volt             | –                      | 01,4 %                  |
| –                                 | Sonstige         | –                      | 05,6 %                  |
| Wahlberechtigte: 28.218 Einwohner |                  |                        |                         |
| Wahlbeteiligung: 77,7 %           |                  |                        |                         |

## Abgeordnetenhauswahl 2016
Bei der Wahl zum Abgeordnetenhaus von Berlin 2016 traten folgende Kandidaten an:
| Name                              | Partei           | Anteil der Erststimmen | Anteil der Zweitstimmen |
| --------------------------------- | ---------------- | ---------------------- | ----------------------- |
| Steffen Zillich                   | Die Linke        | 28,2 %                 | 28,2 %                  |
| Susanne Kitschun                  | SPD              | 20,7 %                 | 19,8 %                  |
| Clara Herrmann                    | Grüne            | 20,5 %                 | 17,2 %                  |
| Christoph Meuren                  | AfD              | 10,9 %                 | 10,6 %                  |
| Thomas Ruhland                    | CDU              | 09,4 %                 | 09,2 %                  |
| Saskia Kreienbaum                 | FDP              | 03,4 %                 | 04,0 %                  |
| Anna Bauer                        | Die PARTEI       | 03,4 %                 | 03,1 %                  |
| Ralf Gerlich                      | Piraten          | 03,2 %                 | 02,7 %                  |
| Eckehart Ehrenberg                | DL               | 00,3 %                 | 0–                      |
| –                                 | Tierschutzpartei | –                      | 01,6 %                  |
| –                                 | Sonstige         | 0–                     | 03,6 %                  |
| Wahlberechtigte: 34.960 Einwohner |                  |                        |                         |
| Wahlbeteiligung: 68,8 %           |                  |                        |                         |

## Abgeordnetenhauswahl 2011
Bei der Wahl zum Abgeordnetenhaus von Berlin 2011 traten folgende Kandidaten an:
| Name                              | Partei           | Anteil der Erststimmen | Anteil der Zweitstimmen |
| --------------------------------- | ---------------- | ---------------------- | ----------------------- |
| Susanne Kitschun                  | SPD              | 30,1 %                 | 29,5 %                  |
| Martina Michels                   | Die Linke        | 27,3 %                 | 26,1 %                  |
| Clara Herrmann                    | Grüne            | 17,4 %                 | 14,4 %                  |
| Oliver Höfinghoff                 | Piraten          | 12,3 %                 | 11,7 %                  |
| Harald Schaefer                   | CDU              | 10,0 %                 | 09,8 %                  |
| Helmut Richter                    | pro Deutschland  | 02,1 %                 | 00,9 %                  |
| Richard Boeck                     | FDP              | 00,9 %                 | 01,1 %                  |
| –                                 | NPD              | –                      | 01,4 %                  |
| –                                 | Tierschutzpartei | –                      | 01,2 %                  |
| –                                 | Die PARTEI       | –                      | 01,2 %                  |
| –                                 | Sonstige         | –                      | 02,7 %                  |
| Wahlberechtigte: 29.770 Einwohner |                  |                        |                         |
| Wahlbeteiligung: 61,0 %           |                  |                        |                         |

## Abgeordnetenhauswahl 2006
Bei der Wahl zum Abgeordnetenhaus von Berlin 2006 traten folgende Kandidaten an:
| Name                              | Partei    | Anteil der Erststimmen |
| --------------------------------- | --------- | ---------------------- |
| Martina Michels                   | Die Linke | 36,0 %                 |
| Susanne Kitschun                  | SPD       | 29,8 %                 |
| Clara Herrmann                    | Grüne     | 14,4 %                 |
| Thomas Ruhland                    | CDU       | 09,6 %                 |
| Rita Waldukat                     | WASG      | 04,4 %                 |
| John Eydner                       | FDP       | 04,0 %                 |
| Sören Eck                         | AGFG      | 01,4 %                 |
| Udo Eisner                        | DL        | 00,4 %                 |
| Wahlberechtigte: 33.851 Einwohner |           |                        |
| Wahlbeteiligung: 56,5 %           |           |                        |

## Abgeordnetenhauswahl 2001
Der Wahlkreis Friedrichshain-Kreuzberg 4 umfasste zur Abgeordnetenhauswahl am 21. Oktober 2001 das Gebiet Strausberger Platz, Thaerstraße und Warschauer Straße. Es traten folgende Kandidaten an:
| Name                              | Partei         | Anteil der Erststimmen |
| --------------------------------- | -------------- | ---------------------- |
| Martina Michels                   | PDS            | 49,7 %                 |
| Karin Sarantis-Aridas             | SPD            | 26,0 %                 |
| Ullrich Meier                     | CDU            | 11,5 %                 |
| Anja Schillhaneck                 | Grüne          | 06,9 %                 |
| André Estermann                   | FDP            | 04,1 %                 |
| Silvio Berger                     | Einzelbewerber | 01,2 %                 |
| Klaus Meinel                      | DKP            | 00,6 %                 |
| Wahlberechtigte: 38.704 Einwohner |                |                        |
| Wahlbeteiligung: 65,3 %           |                |                        |

## Abgeordnetenhauswahl 1999
Der Wahlkreis Friedrichshain 1 umfasste zur Abgeordnetenhauswahl am 10. Oktober 1999 das Gebiet Strausberger Platz, Thaerstraße und Warschauer Straße. Es traten folgende Kandidaten an:
| Name                              | Partei         | Anteil der Erststimmen |
| --------------------------------- | -------------- | ---------------------- |
| Martina Michels                   | PDS            | 48,3 %                 |
| Ullrich Meier                     | CDU            | 22,6 %                 |
| Karin Sarantis-Aridas             | SPD            | 18,5 %                 |
| Lars Liepe                        | Grüne          | 06,1 %                 |
| Kurt Schettlinger                 | Graue          | 01,7 %                 |
| Christof Meuren                   | FDP            | 00,8 %                 |
| Kurt Thiele                       | BID            | 00,7 %                 |
| Lothar Hartstock                  | Einzelbewerber | 00,7 %                 |
| Birgit Marohn                     | DL             | 00,6 %                 |
| Wahlberechtigte: 37.989 Einwohner |                |                        |
| Wahlbeteiligung: 64,2 %           |                |                        |

## Abgeordnetenhauswahl 1995
Zur Abgeordnetenhauswahl am 22. Oktober 1995 gab es im Bezirk Friedrichshain drei Wahlkreise.
Der Wahlkreis Friedrichshain 1 umfasste das Gebiet Mollstraße, Proskauer Straße und Strausberger Platz. In diesem Wahlkreis erhielt Martina Michels (PDS) die meisten Erststimmen.
Der Wahlkreis Friedrichshain 2 umfasste das Gebiet Strausberger Platz, Mainzer Straße und Michaelbrücke. Hier erhielt Harald Wolf (PDS) die meisten Erststimmen.
Der Wahlkreis Friedrichshain 3 umfasste das Gebiet Proskauer Straße, Mainzer Straße und Stralau. Frederik Over (PDS) erhielt hier die meisten Erststimmen.

## Bisherige Abgeordnete
Direkt gewählte Abgeordnete des Wahlkreises Friedrichshain-Kreuzberg 4 (früher Friedrichshain 1):
| Jahr | Name             | Partei    | Anteil der Erststimmen |
| ---- | ---------------- | --------- | ---------------------- |
| 2023 | Damiano Valgolio | Die Linke | 24,7 %                 |
| 2021 | Damiano Valgolio | Die Linke | 24,7 %                 |
| 2016 | Steffen Zillich  | Die Linke | 28,2 %                 |
| 2011 | Susanne Kitschun | SPD       | 30,1 %                 |
| 2006 | Martina Michels  | Die Linke | 36,0 %                 |
| 2001 | Martina Michels  | PDS       | 49,7 %                 |
| 1999 | Martina Michels  | PDS       | 48,3 %                 |